# La Basilique Notre-Dame de la Paix
Notre Dame de la Paix i Yamoussoukro på Elfenbenskysten er det største kirkebyggeri i Afrika, formentlig også i verden.
6°48′40″N 5°17′47″V / 6.81111°N 5.29639°V
Pierre Fakhoury var arkitekt for kirken, som hovedsageligt er inspireret af Peterskirken i Rom. Byggearbejdet foregik mellem 1985 og 1989, og kostede omkring 250 millioner euro. Pave Johannes Paul 2. indviede basilikaen den 10. september 1990. 
Det var Félix Houphouët-Boigny, den mangeårige ivorianske præsident, som besluttede at bygge basilikaen i sin hjemby, og sørgede for pengestøtte til arbejdet. Præsidenten er afbildet i et glasmaleri inde i kirken, tæt på Jesus og apostlene, sådan at han bliver en slags trettende apostel.